# Dugački ispružač palca (ruka)
Dugački ispružač palca (lat. musculus extensor pollicis longus) je mišić stražnje strane podlaktice. Mišić inervira lat. nervus radialis.

## Polazište i hvatište
Mišić polazi s međukoštane opne podlaktice i lakante kosti (stražnje strane). Mišić prelazi u tetivu koja se hvata za distalni članak placa.